# جند السرايا
جند السرايا أو قاپي قولو (بالتركية العثمانية: قپوقولی اوجاغی)‏(بالتركية: Kapıkulu)‏وتُنطق كابيكولو، هو اسم وحدات المشاة والفرسان والوحدات العسكرية من الطبقة الفنية التي شكلت الجيش الدائم للدولة العثمانية وكانت تتبع السلطان العثماني مباشرة. في الفترة التي سبقت إنشاء فيلق القاپي قولو، كانت القوة العسكرية للدولة العثمانية تتكون من جنود المشاة والمُسَلَّمِينَ (بالتركية: müsellemler)‏ (وسبب هذه التسمية أنهم كانوا معفيين من جميع الضرائب في أوقات "السِّلم" مقابل القيام بالعديد من الواجبات مثل: تطهير الطرق لمرور الجيش في أوقات الحرب، وإصلاح الجسور وفتح الطرق).
كان جنود القاپي قولو أحد الفرق الرئيسية الثلاث في الجيش العثماني، إلى جانب فرقة جنود الإيالات (بالتركية: eyalet askerleri)‏ وفرقة القوات البحرية العثمانية (بالتركية: eyalet askerleri)‏.
يتكون جنود القاپي قولو من فِرَق الإنكشارية، والمخازنيين، والمدفعيين، وسائقي المدافع، ووحدات الفرسان: السباهية، والسلحدارية، وعلوفجية اليمين، وعلوفجية اليسار، وغرباء اليمين، وغرباء اليسار. 
كان جند السرايا، القاپي قوليَّة، طبقة عسكرية مقاتلة مسؤولة عن أمن المدن وحماية الحدود، وكانوا يستخدمون في تسليحهم البنادق والسيوف والسهام والأقواس والتروس والرماح. كانت مهامهم تخضع لقواعد صارمة لا تقبل التهاون، عُرفت باسم "قوانين الإنكشارية" (بالتركية: Kavanin-i Yeniçeriyan)‏.
كان من شروط الانضمام إلى القبقوليّة أن يقطع الفرد كل صِلَاتِهِ ليصبح كالمولود الجديد، بحيث لا يحمل أي ولاء مادي أو عاطفي لغير السلطان العثماني.

## مشاة القاپي قولو
في عهد السلطان عثمان غازي كانت البلاد صغيرة وكان الجيش يتكون من قوات قَبَلِيّة. وفي فترات معينة، كان يتم إطلاق نداء التعبئة الذي يسمى "النفير عام" (بالتركية: Nefir-i am)‏ ويتم استدعاء القوات القَبَلِيّة القادرة على حمل السلاح إلى الجيش.
في عهد السلطان أورهان غازي، وبناء على اقتراح الصدر الأعظم علاء الدين باشا وقره خليل پاشا الچاندرلي الكبير، تم تشكيل فئتين من الشباب التركي تُسميان: "يايا (المشاة)" (بالتركية: yaya)‏ و"المُسَلَّم" (بالتركية: müsellem)‏، كل منها تتكون من ألف شخص، ثم تزايد عددهم في الفترات الأولى من حكم السلطان مراد الأول.
خلال فترات الحرب، كان المشاة والمُسَلَّمون يحصلون على عُملتين فضيتين من الآقجة العثمانية يوميًا، وفي أوقات أخرى كانوا يزرعون المزارع الممنوحة لهم بدون أن يدفعوا الضرائب. ظلّ المشاة والمُسَلّمون في الخدمة العسكرية حتى منتصف القرن الخامس عشر، ولكن مع إنشاء وازدياد عدد جنود القبو قولي، اقتصر دورهم على المهام اللوجستية مثل النقل، وتشغيل المناجم، وبناء القلاع، والعمل في الترسانة البحرية. 
كانت قوات القاپي قولو مدعومة بالوحدات التالية:
- سباهية الإقطاعيون (التيمارية): الفرسان المدرعة.
- آقنجية: الفرسان الخفيفة.
- عَزَب: مشاة عساكر الإيالات في الدولة العثمانية، من الشباب غير المتزوجين.
- وينوك (بالتركية: Voynuk)‏: فرقة عسكرية من المواطنين العثمانيون النصارى.
- مارتولوس (بالتركية: Martolos)‏: فئة خاصة من الجنود المسيحيين الذين خدموا في مناصب مختلفة في الجيش العثماني.
- جراخور (بالتركية العثمانية: جراخور)‏(بالتركية: Cerehor)‏: الجنود المؤقتين المتطوعين غير المسلمين الذين يعملون في الأعمال الخلفية مثل إصلاح القلاع وبناء الطرق والجسور.

### فيلق المبتدئين
كان فيلق المبتدئين أو أوجاق المبتدئين أو أوجاق العَجَمية (بالتركية: Acemi Ocağı)‏ مؤسسةً تعليميةً وتدريبيةً في الدولة العثمانية، أُنشئت لإعداد الطلاب للالتحاق بمدرسة إندرون (بالتركية: Enderûn)‏ أو لإلحاقهم جنودا بجيش القَپي قولو، لا سيما من المشاة.
وكانت مدرسة إندرون تعمل على تدريب وإعداد الإداريين والقادة العسكريين للدولة العثمانية، وتُعلّم الطلاب الإدارة، والسياسة، والفنون، والعلوم، واللغات، والفنون القتالية.
كان نظام الدوشيرمة (بالتركية: Devşirme)‏ يزود أوجاق المبتدئين بالطلاب. اعتمد نظام الدوشيرمة على جمع الأطفال والشباب غير المسلمين، خصوصًا من البلقان، ممن تتراوح أعمارهم بين 8 و18 عامًا. وكانت مهمة هذا المعسكر تدريب المجندين ليصبحوا جنودًا محترفين، وفي بعض الحالات، يتم إعدادهم للعمل في البيروقراطية العثمانية داخل القصر.
كان الإنكشارية جنودًا تم تدريبهم من الأطفال المسيحيين من خلال نظام الدوشيرمة في الدولة العثمانية التي توسعت حدودها نتيجة للانتصارات المتتالية في الروملي (أوروپا) في عهد السلطان مراد الأول. في هذا النظام، الذي تأسس بمبادرة من الصدر الأعظم خليل باشا الجاندرلي الكبير، جلبت الدولة بعض الأطفال من رعاياها المسيحيين في الدولة العثمانية وأحيانًا من أسرى الحرب. ثم يعيش هؤلاء الأطفال، الذين أطلق عليهم اسم "الصبي المبتدئ" (بالتركية: Acemi Oğlanı)‏، في البداية مع عائلات من الفرسان الإقطاعيين الفلاحين ليتعلموا اللغة التركية واللغة العربية، ويتربوا وفق عادات وتقاليد الإسلام، ويتم ختانهم وإعطاؤهم اسمًا من أسماء المسلمين.
كانت الدولة العثمانية بحاجة إلى المزيد من الجنود. ولم تكن القوات الموجودة كافية لتلبية الاحتياجات، وكان لا بد من الاحتفاظ بجيش دائم جاهز للقتال. وبهدف الاستفادة من الأسرى، تم تأسيس فيلق المبتدئين (أوجاق العَجَمية) في غليبولي عام 1362م، بجهود القاضي عسكر (بالتركية: kazasker)‏ قره خليل پاشا الچاندرلي الكبير وملا رستم القرمانلي، أحد العلماء، وفقاً لقانون الخُمس (بالتركية: Pençik Kanunu)‏ في عهد السلطان مراد الأول. في البداية، كان يتم تسجيل أولئك الذين يتم أسرهم في الحرب في صفوف الإنكشارية بعد تدريب قصير وإرسالهم إلى الحرب. في عهد السلطان مراد الأول، عمل الأسرى في البداية "كمجندين صبية" لمدة تتراوح بين خمس وعشر سنوات على متن السفن التي تحمل جنود الفرسان بين لابسيكي وچرداك وجيليبولو، ثم خضعوا لتدريب طويل قبل تسجيلهم في فيلق الإنكشارية. 
كانت هناك طريقتان لتجنيد الصبي في قوة التجنيد. كانت المجموعة الأولى من خُمس الأسرى الذين وقعوا في الأسر في الحرب، وكانت المجموعة الثانية من الأطفال المسيحيين الذين يعيشون داخل الحدود العثمانية، والذين كانوا يطلق عليهم اسم "الدوشيرمة". وبموجب قانون الدوشيرمة، كان يتم جمع الجنود من أطفال الرعايا المسيحيين، وتعزيز الجيش العثماني بهؤلاء الجنود. تم نقل مقر فيلق المبتدئين، الذي كان يقع في الأصل في جاليبولي، إلى إسطنبول بعد فتح القسطنطينية. كان تعداد فيلق تجنيد جاليبولي في البداية أربعمائة جندي؛ ثم أصبح خمسمائة. كان عدد أعضاء فيلق إسطنبول للمبتدئين في البداية حوالي ثلاثة آلاف، لكن هذا العدد ارتفع إلى أربعة آلاف في القرن السادس عشر.  ومع تزايد عدد الإنكشارية، زاد أيضًا عدد المجندين. وفي نهاية القرن السادس عشر، ارتفع عدد المبتدئين، بما في ذلك البوستانجيين، إلى ثمانية أو تسعة آلاف في القرن السابع عشر. وكان العدد في بداية القرن 9406.
فقد فيلق المبتدئين أهميته بعد منتصف القرن السابع عشر. تأسس فيلق الإنكشارية في عام 1826م على يد السلطان الثاني. وعندما ألغاه السلطان محمود الثاني أغلق فيلق المبتدئين أيضاً.

### فيلق الإنكشارية
الإنكشارية هي طبقة عسكرية في الدولة العثمانية وهي فرقة المشاة في القاپي قولو، وهي تابعة للسلطان. كان الإنكشارية يتألفون من أطفال أيتام تم تجنيدهم من المجتمعات المسيحية مثل اليونان والصرب والألبان الذين يعيشون على حدود الدولة العثمانية، ليصبحوا جنود مشاة حول السلطان، وكانوا يتلقون راتبًا يسمى "علوفه" كل ثلاثة أشهر، بالإضافة إلى إكرامية للحملة عندما يذهبون إلى الحرب. أصبح تلقي إكرامية التنصيب تقليدًا منذ عهد السلطان محمد الفاتح. كان هذا نظام الإنكشارية مفيداً في القرون الأولى للدولة، ثم جلب في وقت لاحق مشاكل مختلفة مع تدهوره، فألغاه السلطان محمود الثاني عام 1826م.

### فيلق الجبخجية
كان "فيلق الجبخجية" (بالتركية العثمانية: جُبَخْجِي أوجاغي)‏(بالتركية: Cebeci Ocağı)‏ إحدى فرق الجيش العثماني التابعة لجيش القپي قولو، ويعملون في مستودع الأسلحة والبارود (بالتركية العثمانية: جَبْخانه)‏(بالتركية: Cebehâne)‏ اللازم للأسلحة النارية وهي الفرقة التي تُجَهّز أسلحة الجيش وتحملها إلى ساحة المعركة.
ومعني كلمة "Cebe" بالتركية: السلاح النار أو التجهيزات.
وكان الجُبْخَجي مسؤولًا عن توفير الأسلحة والذخيرة وحفظها ونقلها إلى الجبهة خلال الحملات العسكرية. وكان يُطلق على أفراد هذه الفرقة اسم الجبخجية (بالتركية: Cebeciler)‏.
تأسس "فيلق الجبخجية" في عهد السلطان محمد الفاتح، وفي بداياته كان يتم اختيار أفراده من الجنود الجدد، تمامًا مثل الإنكشارية، حيث كانوا يُقبلون في الفرقة بصفة "شاكرِد" (بالتركية: Şâkird)‏ أي "طالب"، وبعد فترة تدريبية، يُدمجون مع الجبخجية النظاميين.
تشير سجلات الرواتب العسكرية إلى أن الفرقة كانت تتكون من 96 وحدة، مقسمة إلى 59 كتيبة و37 فرقة. وكانت تضم أقسامًا متخصصة مثل صانعي الأسلحة، ومصلحيها، ومطوري البارود، ومُعدّي المعدات الحربية. بالإضافة إلى ذلك، كانت هناك فرقاً فرعية مستقلة ضمن الجبخجية، مثل صانعي قنابل الهمبارا، العاملين في صناعة البارود، والخبراء في حفر الأنفاق (اللغمجية).

### فيلق المدفعجية
المدفعجية هم الفئة المسؤولة عن صبّ المدافع، وتحضير المواد المتعلقة بالمدفعية، واستخدام المدافع في الحروب. وكان يطلق على أعلى ضابط في أوجاق المدفعجية لقب "سرتوپي" (بالتركية: Sertopî)‏ أو "طوپجوباشي" (بالتركية: Topçubaşı)‏.
أول مدفع في الجيش العثماني استخدم في معركة كوسوفو الأولى سنة 1389م، في عهد السلطان مراد الأول.

### فيلق عربجية المدافع
أنشئ فيلق عربجية المدافع في الدولة العثمانية لنقل المدافع الكبيرة من قسم المشاة في فيلق القاپي قولو إلى ساحات القتال. يُرجّح أن هذه الوحدة قد تأسست في أواخر القرن الخامس عشر.
في البداية، كان يتم اختيار جنودها من أوجاق العجمية (فيلق المبتدئين)، لكن ابتداءً من القرن السابع عشر، أصبح أفرادها يُجنَّدون من أبناء فيلق العربجية ومن بين الجنود.
كانوا عربجية المدافع يعيشون في اسطنبول ويذهبون أيضًا إلى القلاع بالتناوب، كما كانوا يتواجدون أيضاً في الأماكن التي تتمركز فيها مدفعية القاپي قولو. وكان لديهم ورشة في طوبهانه (بالتركية: Tophane)‏، وإسطبل في أخير قاپي (بالتركية: Ahırkapı)‏، وثكنة في شهرميني (بالتركية: Şehremini)‏.
تألّف فيلق عربجية المدافع من عدة رتب عسكرية، منها؛
- عرباجي باشي (رئيس الفيلق)،
- كتخدا (وكيل)،
- باش شاويش،
- كتخدا يري (وكيل المكان)،
- كاتب الأوجاق،
- بولوك باشي (رئيس الوحدة)،
- أوضا باشي (رئيس الغرفة)،
- وخليفة (حكمدار).

وكان هناك 63 وحدة، تراوح عدد جنودها بين 1 و52 جنديًا، تحت إشراف عرباجي باشي.

### فيلق الهُمباراجية
هم الفئة المسؤولة عن تصنيع واستخدام الهُمبارا، وهي قنابل يدوية مصنوعة من الحديد أو البرونز. وتُعد أول وحدة في العالم متخصصة في قذائف الهاون. ظهر فن الهُمبراجية في الدولة العثمانية خلال القرن السادس عشر، عندما أسس أحد قادة المدفعية، واسمه مصطفى، أول مسبك لصب قنابل الهمبارا من البرونز.
كان للجنود الهُمباراجية مكانة مهمة في التنظيم العسكري للدولة، وكانت مصانعهم وثكناتهم تقع في أسكدار.
كان "فيلق الهُمباراجية" في الجيش العثماني هو الفرع المسؤول عن صناعة واستخدام الهُمبارات (قنابل يدوية). وكانت الهُمبارا عبارة عن قنابل يدوية مصنوعة من الحديد أو البرونز.

### اللغمجية
هم الفرقة الذين يحفرون الأنفاق تحت أسوار المدينة المحاصرة فيدمروها أو يغلقوا الأنفاق التي يفتحها العدو.
استخدامهم السلطان محمد الفاتح لأول مرة.

### السقائون
وهي إحدى القوات المساعدة للجيش العثماني. عملهم هو توزيع المشروبات على الجنود في المعركة.

## فرسان قاپي قولو
هم وحدات من سلاح الفرسان (الخيول) تقع خارج إسطنبول. وكانوا يقومون بحماية خيمة الملك والأعلام والخزانة أثناء الحرب. تم تقسيمهم إلى أقسام مثل:
- السباهية.
- السلاحدار.
- علوفجية يمين.
- علوفجية يسار.
- غرباء يمين.
- غرباء يسار.

### السلحدارية
السلحدارية هم المسؤولون عن مستودعات الأسلحة في الدولة العثمانية، وكانوا يقفون إلى جانب السلطان ويحمونه أثناء الحرب.

### السباهية
هم فئة من الفرسان يُطلق عليهم "الفرسان التيماريين" (الإقطاعيين)، وكانوا مُلزمين بالمشاركة في الحملات العسكرية مقابل الضرائب التي كانوا يجمعونها من إقطاعاتهم تحت مسمى "التيمار" (بالتركية: tımar)‏.
كانوا يتخصصون في أدوار خاصة مثل الإغارة والغزو وحراسة الحواجز، بالإضافة إلى حماية الجنود المشاة من العدو.
تتسم هذه الوحدات بأنها خفيفة وتستخدم الأقواس والسهام لاستنزاف قوات العدو، وكانت قوات سريعة ذات دروع خفيفة وسيوف. وكان لهذه الوحدات أهمية استراتيجية كبيرة عند استخدامها بشكل جيد.

### علوفجية اليمين
كان فرسان علوفجية اليمين يقومون بحماية خزانة الدولة ورايات السلطان.
كانت تتألف هذه الفرقة من 120 وحدة، ويطلق عليها أحيانًا "الراية الخضراء". كان فرسان علوفجية اليمين يمشون على يمين السلطان وفرقته من الفرسان السباهية أثناء الحملات العسكرية والحروب.
وفي ساحة المعركة وفي معسكر الجيش، كانوا يقفون على يمين علم السلطان. وكان من ضمن مهامهم الرئيسية حماية الخزانة.
كان يتم تعيين 7 أشخاص في مناصب قيادية من بين فرسان العلوفجية، حيث كان 4 منهم من فرسان علوفجية اليمين. كانت لهذه الفرقة أيضًا أهمية كبيرة في أسطول البحرية العثمانية.

### علوفجية اليسار
كان فرسان علوفجية اليسار يسيرون على يسار فرقة الفرسان السباهية، الذين كانوا يسيرون على يمين السلطان أثناء الحملة. وفي ساحة المعركة وفي معسكر الجيش كانوا يقفون على يسار راية السلطان. وكان من ضمن واجباتهم حماية الخزانة والكنوز.
كان يتم تعيين 7 أشخاص في مناصب قيادية من بين فرسان العلوفجية، حيث كان 3 منهم من فرسان علوفجية اليمين. كانت لهذه الفرقة أيضًا أهمية كبيرة في أسطول البحرية العثمانية.

### غرباء اليمين
كان غرباء اليمين يقومون كنوز الجيش والخزانة السلطانية أثناء الحرب.

### غرباء اليسار
كان غرباء اليسار يقومون بحماية الرايات الإمبراطورية في الحرب.